# Дренго
Дренго (фр. Drengot) або Кваррель-Дренго (фр. Quarrel-Drengot) — родина нормандських найманців, одна з перших, хто вирушив до Південної Італії, щоб воювати на службі в лангобардів. Вони стали найвідомішою нормандською родиною після Отвілів.

## Походження
Родина походила з Карро (фр. Carreaux), поблизу Авен-ан-Бре, на схід від Руана. Від латинського імені Carreaux (фр. Quarrelis) родина отримала свою альтернативну назву «Кваррель-Дренго» (фр. Quarrel-Drengot).
Першими відомими членами родини є п'ять братів. Четверо з них супроводжували свого єдиного брата-вигнанця, Осмонда, який убив одного з мисливських товаришів герцога Нормандського Роберта I. Джерела розходяться в думках щодо того, хто саме з братів очолював подорож на південь:
- Ордерік Віталій і Вільгельм Жюм'єж вказують ім'я Осмонд;
- Ральф Глабер називає Рудольфа;
- Лев з Остії, Амат з Монтекассіно та Адемар Шабанський називають Жільбера Буатера.

Згідно з більшістю південноіталійських джерел, останній був призначений ватажком у Битві при Каннах у 1018 році. Рештою братів були Асклеттін та Райнульф, ймовірно, молодші брати Жільбера. Деякі джерела, як-от Глабер, стверджують, що загін із 250 нормандських воїнів зупинився в Римі, щоб зустрітися з папою Бенедиктом VIII. Потім вони рушили до однієї зі столиць Малої Лонгобардії: Салерно або Капуї. Звідти вони приєдналися до Мелуса Барійського, лідера лангобардських повстанців в Апулії.

## Підйом
Нормандці під керівництвом Дренго успішно боролися разом із Мелусом аж до поразки при Каннах у 1018 році. Після цього у 1022 році зійшов на престол імператор Генріх II, який заспокоїв регіон, зберігаючи статус-кво між греками та лангобардами, він подарував племіннику Мелуса землю в графстві Коміно, в долині Гарільяно. Цей племінник Мелуса привів із собою багатьох нормандських найманців, включаючи представників родини Дренго, за винятком Рудольфа, який повернувся з деякими людьми до Нормандії.
Дренго не досягли великих висот за старших синів: Жільбер загинув у Битві під Каннами, а Рудольф повернувся до Франції. Лише наймолодший Райнульф довів родину Дренго до найвищих висот. Він зі своїми людьми підтримав поваленого герцога Неаполітанського Сергія IV у 1029 році. Коли Сергій повернувся до влади, він віддав Райнульфу заміж не лише свою сестру, а й територію в межах власного герцогства — місто та околиці Аверси. Райнульф негайно взявся за зміцнення міста на вершині пагорба, і так народилася перша нормандська держава в Італії — Аверське графство.
У 1042 році Асклеттин, який приєднався до Отвілів, отримав Ачеренцу під час розподілу завойованої нормандцями території в Апулії на 12 сеньйорій.

## Правління в Капуї
Безумовно, найважливішою подією в сімейній історії клану Дренго було завоювання Капуанського князівства в 1058 році. У 1057 році помер лангобардський князь Капуї Пандульф VI, і Річард, син Асклеттина, негайно взяв Капую в облогу. Наступного року місто здалося, але Річард, хоча й прийняв княжий титул, залишив до 1062 року місто в руках його законного князя, Ландульфа VIII.
Річард також встановив свій сюзеренітет над Гаетою в 1058 році та відправив свого сина, Жордана, щоб той захопив місто в 1062 році, хоча це було зроблено лише в 1064 році. Річард і Жордан працювали над розширенням влади родини Дренго на північ, у Лаціумі та Абруцціо. Вони утворили єдину протидію могутності нормандської родини Отвілів, який тоді завоював Калабрію та Сицилію. Тож папство звернулося до князів Капуї, щоб ті захистили його, а Річард та Йордан стали утворювачами пап: вони військовою силою нав'язали кандидатів на папський престол Гільдебранда та реформаторів. У 1077 році Річард, тоді рівний Роберту Гвіскару, почав облогу Неаполя, але помер у 1078 році. Жордан не продовжував облогу, але за його правління вплив Дренго зменшився пропорційно впливу Отвілів, які завершили свої завоювання на Сицилії та вигнання греків з півострова.
З 1092 по 1098 рік Дренго вигнали з Капуї ломбардські громадяни. Після їхнього повторного встановлення на престол, відносна влада династії дедалі більше знижувалася. Вони все ще намагалися захистити папство, але безуспішно. Вони були змушені підкоритися герцогу Апулії, а потім королю Сицилії Рожеру II. Роберт II Капуанський повстав проти останнього та провів своє життя, намагаючись за допомогою імператора та папи повернути своє князівство, але безуспішно. Він помер у 1156 році, і влада Дренго була повністю зруйнована.

## Генеалогія
П'ять відомих братів та їхні нащадки:
- Жільбер Буатер (помер 1018)
- Осмонд
- Рудольф
- Райнульф I Дренго, граф Аверси (1030—1045)
- Асклетин, граф Ацеренци
  - Асклетин, граф Аверси (1045)
  - Ранульф II
    - Річард
    - Роберт, граф Аліфе і Каяццо (1086—1115)
      - Ранульф III, граф Аліфе та Каяццо (1108—1139) та герцог Апулії (1137—1139)
        - Роберт

      - Річард, граф Рупеканіна, сьогодні Равісканіна
        - Андрій, граф Рупеканіна, сьогодні Равісканіна

      - Гілберт, лорд Солофри

  - Річард I, граф Аверса (1049—1078) та князь Капуї (1058—1078)
    - Жордан I, князь Капуї (1078—1090)
      - Річард II, князь Капуї (1090—1106)
      - Роберт I, князь Капуї (1106—1120)
        - Річард III, князь Капуї (1120)

      - Жордан II, князь Капуї (1120—1127)
        - Роберт II, князь Капуї (1127—1156)
          - Роберт
          - Жорданія, Візантійський Себастос

    - Джонатан, граф Каріноли (помер 1094)

  - Роберт
    - Олександр
    - Дрого
    - Губерт

Райнульф Трінканокт, граф Аверський, був сином брата Асклеттина з Ачеренци. Чи був цей брат одним із його відомих чотирьох братів, чи іншим братом чи сестрою, невідомо. У нього був син Герман, який також був графом Аверси.